# Grandolobus inaequalis
Grandolobus inaequalis är en insektsart som beskrevs av Fowler. Grandolobus inaequalis ingår i släktet Grandolobus och familjen hornstritar. Inga underarter finns listade i Catalogue of Life.